# Théodoros Skilakákis
Théodoros Skilakákis (en grec : Θεόδωρος Σκυλακάκης / Théodoros Skylakákis), né le 18 octobre 1959 à Athènes, est un économiste et homme politique grec, membre de la Nouvelle Démocratie (ND).
De 2013 à 2019, il est président du parti Drassi.

## Biographie
Né à Athènes, il est le petit-fils de Théodore Skylakakis, militaire.
En 1981, il est diplômé de la faculté d'économie de l'université d'Athènes et détient une maîtrise (MBA) de l'Université City de Londres et un diplôme de la British Market Research Society en études de marché. De 1983 à 1985, il a effectué son service militaire dans la marine.
Il a travaillé dans la publicité et les communications depuis 1985 et a fondé deux sociétés dans les communications (1994 et 2000).
Il est l'auteur du livre Au nom de la Macédoine (1995) et a de nombreux articles dans la presse grecque et étrangère.
Il est marié à Helen Papapanou, avocate, avec qui ils ont deux filles, Marianna et Irene.

## Carrière politique
En 1989, il a servi comme conseiller auprès du Premier ministre Tzani Tzannetaki et de 1989 à 1990 en tant que conseiller auprès du ministre de la Défense nationale. De 1990 à 1993 il a servi comme conseiller auprès du Premier ministre Constantin Mitsotakis et chef du bureau de la planification et de la communication du Premier ministre. 1997-1998 a été une membre du Secrétariat de la planification de la politique de la Nouvelle République. Lors des élections nationales de 2000 était candidat aux élections législatives dans la deuxième Athènes.
Conseiller municipal d'Athènes, a été élu en combinant "Athènes demain" dirigé par Dora Bakoyannis et coordonnateur de la préparation de la combinaison. De 2003 à 2006, il était adjoint au maire d'Athènes maire, maire adjoint chargé des finances, adjoint au maire de la police municipale, président du Comité municipal et le maire chef de la "façade" d'Athènes. En 2003-2004, il était responsable de la préparation d'Athènes pour les Jeux olympiques, au cours de laquelle il a été nommé directeur municipal adjoint. Pendant la durée de la municipalité d'Athènes a servi en tant que président de l'Organisation du Tourisme et de la Société de développement économique en 2005-2006 et président du Comité de coordination pour les questions de propriété intellectuelle en Grèce.
Il a été secrétaire général du parti « libéral » (1999), président et directeur général du Centre pour la recherche et la réflexion E21 (1994-2001) et membre du conseil d'administration de la radio-télévision grecque (1992-1993) et la compagnie d'assurance Astir (1989-1993).
Le 21 septembre 2010 a été supprimé de la Nouvelle République, que l'opposition exprimée à la ligne officielle du parti en ce qui concerne le Memorandum. En novembre de la même année est devenu un membre fondateur de l'Alliance démocrate, qui a démissionné le 21 mai 2012, en désaccord avec la coopération électorale du parti avec la Nouvelle Démocratie.
En novembre 2012, il rejoint le parti Drassi et en devient président le 1er juin 2013 en obtenant 70 voix et succédant à Antipas Karipoglou.